# Памятник Каролю Марцинковскому (лицейский)
Памятник Каролю Марцинковскому (пол. Pomnik Karola Marcinkowskiego) — памятник, находящийся в Познани (Польша) и посвящённый польскому врачу и общественному деятелю Каролю Марцинковскому. Памятник располагается на улице Буковской на территории I среднеобразовательного лицея имени Кароля Марцинковского.

## История
Автором памятника является польский скульптор Познанского университета изящных искусств Веслав Корновский. Памятник был установлен 8 мая 2005 года и открыт 14 мая того же года в торжественной обстановке. Открытию предшествовала торжественная месса в близлежащей церкви Михаила Архангела. Данный памятник является второй мемориальной скульптурой в Познани, посвящённой Каролю Марцинковскому.

## Описание
Памятник представляет сидящего отдыхающего на большом валуне Кароля Марцинковского. Врачебный саквояж и высокие сапоги подчёркивают, что Кароль Марцинковский находится на пути к пациенту.
Недалеко от памятника располагаются памятник Тадеушу Костюшко, исторические здания Химического колледжа, Музея экологического знания и оседле Весты.